# Academia Europæa
La Academia Europæa es una organización científica europea no gubernamental fundada en 1988. Sus miembros son científicos y académicos que en conjunto tienen por objeto promover el aprendizaje, la educación y la investigación. Publica la revista European Review a través de Cambridge Journals.

## Historia
El concepto de una 'Academia Europea de Ciencias' se planteó en una reunión en París de los Ministros Europeos de Ciencia en 1985. La Royal Society organizó una reunión en Londres en junio de 1986 con Arnold Burgen (Reino Unido), Hubert Curien (Francia), Umberto Colombo (Italia), David Magnusson (Suecia), Eugen Seibold (Alemania) y Ruud van Lieshout (Holanda), que coincidieron en la necesidad de una Academia Europea de Ciencias.
La Academia Europea de Ciencias fue fundada, como Academia Europea de Ciencias, Humanidades y Letras, en una reunión celebrada en Cambridge en septiembre de 1988, con Arnold Burgen como primer presidente. El ministro francés de Ciencia, Hubert Curien, quien más tarde se convirtió en el segundo Presidente de la Academia, pronunció el discurso inaugural. La primera sesión plenaria se celebró en Londres en junio de 1989, fecha en la que había 627 miembros.

## Miembros
La afiliación es por invitación solamente, después de un proceso de selección de revisión por pares.
En 2024, la Academia contaba con más de 5000 miembros, entre ellos 85 premios Nobel, de 35 países europeos y ocho países no europeos. Entre sus miembros figuran los principales expertos de las ciencias físicas y tecnología, ciencias biológicas y la medicina, las matemáticas, las letras y las humanidades, ciencias sociales y cognitivas, la economía y el derecho.

### Miembros
- Rudolf Mössbauer, 1961
- James Watson, 1962
- Andrew Huxley, 1963
- François Jacob, 1965
- Manfred Eigen, 1967
- Antony Hewish, 1974
- Christian de Duve, 1974
- John Cornforth, 1975
- Werner Arber, 1978
- Kai Siegbahn, 1981
- Aaron Klug, 1982
- Bengt Samuelsson, 1982
- Simon van der Meer, 1984
- Carlo Rubbia, 1984
- Klaus von Klitzing, 1985
- Heinrich Rohrer, 1986
- Jean-Marie Lehn, 1987
- Antonio García-Bellido, 1988
- Jack Steinberger, 1988
- Robert Huber, 1988
- Hartmut Michel, 1988
- James Black, 1988
- Jean Dausset, 1990
- Erwin Neher, 1991
- Bert Sakmann, 1991
- Richard Ernst, 1991
- Paul Crutzen, 1995
- Christiane Nüsslein-Volhard, 1996
- Harold Kroto, 1996
- James Mirrlees, 1997
- Rolf Zinkernagel, 1997
- Harold Kroto, 1997
- John Walker, 1997
- Claude Cohen-Tannoudji, 1998
- Jens Christian Skou, 1998
- Günter Blobel, 1999
- Arvid Carlsson, 2000
- Tim Hunt, 2001
- Paul Nurse, 2001
- John Sulston, 2002
- Kurt Wüthrich, 2002
- Sydney Brenner, 2002
- Vitaly Ginzburg, 2003
- Aarón Ciechanover, 2004
- Roy J. Glauber, 2005
- Roger D. Kornberg, 2006
- Gerhard Ertl, 2007
- Harald zur Hausen, 2008
- Luc Montagnier, 2008
- Robert G. Edwards, 2010
- Mijaíl Guelfand, 2010
- John B. Gurdon, 2012
- Carlos Martínez Shaw, 2013
- Marietta Auer, 2022
- Ramón Salaverría, 2024

### Miembros honorarios
- Olivier Appert (Astronomía y Geodesia)
- Irina G. Bokova (Ciencias Sociales)
- Dan A. Brändström (Ciencias Políticas)
- Gro H. Brundtland (Ciencias del Comportamiento)
- Philippe Busquin (Física)
- Rafał Dutkiewicz Alcalde de Wrocław, Polonia
- Francesco Fedi (Ciencias Físicas e Ingeniería)
- Anne Lesley Glover (Bioquímica y Biología Molecular)
- Marcal Grilo, Gulbenkian Foundation, Lisboa
- Seamus Heaney (Literatura)
- Ralph Kohn (Farmacia)
- Wilhelm Krull (Ciencias Sociales)
- Frank H. T. Rhodes (Meteorología)
- Klaus Tschira (Informática)

## Secciones de la academia
Los miembros son asignados en las secciones en función de su propia materia de estudio.
- Historia y Arqueología
- Estudios Clásicos y Orientales
- Lingüística
- Literatura y Teatro
- Músicología e Historia de arte y arquitectura
- Filosofía, teología y estudios religiosos
- Antropología, Educación y Psicología
- Ciencias Sociales
- Derecho
- Economía y Ciencias empresariales
- Matemáticas
- Informática
- Física e ingeniería
- Química
- Ciencias de la Tierra y cosmología
- Bioquímica y biología molecular
- Biología Celular
- Fisiología y medicina
- Biología orgánica y evolutiva